# Michel Noher
Michel Noher (Buenos Aires, 14 de abril de 1983) es un actor argentino.

## Biografía
Es hijo del reconocido actor Jean Pierre Noher. Vivió con su madre en San Carlos de Bariloche desde los cuatro hasta los diecisiete años y luego se fue a vivir a Buenos Aires donde comenzó a estudiar cine y teatro. Es egresado del Liceo Francés Jean Mermoz.
Entre 2016 y 2018 mantuvo una relación con la actriz Celeste Cid, con quien tuvo un hijo llamado Antón, nacido en 2016.

## Filmografía

### Cine
| Año  | Título                 | Papel                 | Notas                    |
| ---- | ---------------------- | --------------------- | ------------------------ |
| 2001 | 30/30                  | 30/30 joven           | Película para televisión |
| 2005 | Enamorada de la muerte |                       |                          |
| 2006 | Las manos              | Seminarista           |                          |
| 2009 | Felicitas              | Samuel Sáenz Valiente |                          |
| 2010 | And Soon the Darkness  | Chucho                |                          |
| 2010 | Propios y extraños     | Ricardo               | ´                        |
| 2012 | La guerra del cerdo    |                       |                          |
| 2014 | Latitudes              | Edoardo               |                          |
| 2015 | Ochentaisiete          | Pablo                 |                          |
| 2017 | Todo lo que veo es mío | Marcel Duchamp        |                          |
| 2018 | El desentierro         | Jordi                 |                          |
| 2019 | Palau, la película     | Jorge                 |                          |
| 2019 | Vigilia en agosto      |                       |                          |
| 2020 | El encanto             | Juampi                |                          |
| 2021 | Ex casados             | Ernesto Quinteros     |                          |
| 2022 | Un hombre de acción    | Che                   |                          |

### Televisión
| Año       | Título                      | Papel                               | Notas                                          |
| --------- | --------------------------- | ----------------------------------- | ---------------------------------------------- |
| 2003-2004 | Costumbres argentinas       | Juan Díaz                           |                                                |
| 2004      | El deseo                    | Manuel Ocampo                       |                                                |
| 2006-2007 | Sos mi vida                 | Jerónimo Ávila                      |                                                |
| 2007      | Los cuentos de Fontanarrosa | Luis                                | Episodio: «Volviendo al mono»                  |
| 2008-2009 | Don Juan y su bella dama    | Pedro «Peter» Fernández             |                                                |
| 2009-2010 | Consentidos                 | Alejo Briceño / Diego García Mujica |                                                |
| 2011      | El pacto                    | Pablo González Gava                 |                                                |
| 2011      | Proyecto aluvión            | Joaquín                             | Episodio: «La quema de iglesias»               |
| 2011-2012 | Herederos de una venganza   | Jacques                             |                                                |
| 2012      | Terra ribelle               | Coronel Alberto Dell'Arco           |                                                |
| 2012      | Historia clínica            | Pablo Azcona                        | Episodio: «Dispuesta a todo»                   |
| 2012      | Historia clínica            | Francisco López Merino              | Episodio: «El mismo amor, los mismos derechos» |
| 2012      | Amores de historia          | Ernesto                             | Episodio: «Ernesto y Fátima (1975)»            |
| 2013      | Historias de corazón        | Pablo                               | Episodio: «Ojos que no ven»                    |
| 2013-2014 | Aliados                     | Taylor                              |                                                |
| 2014      | Mis amigos de siempre       | José María Ríos                     |                                                |
| 2014      | La celebración              | Leonardo                            | Episodio: «Bautismo»                           |
| 2014-2015 | La fiesta                   | Antonio González                    |                                                |
| 2015      | Partes de mí                | Felipe Soares Viegas                |                                                |
| 2015-2016 | Esperanza mía               | Nicolás Aguilera                    |                                                |
| 2016      | Hola y adiós                | Él mismo                            | Conductor                                      |
| 2016-2018 | El negocio                  | Christian Muller                    |                                                |
| 2017      | Amar después de amar        | Detective Emeterio Godoy            |                                                |
| 2017      | La búsqueda de Laura        | Detective Emeterio Godoy            |                                                |
| 2018      | 100 días para enamorarse    | Fidel Garrido                       |                                                |
| 2018      | Rizhoma Hotel               | Sandro                              | Episodio: «Un hijo como sea»                   |
| 2020-2023 | La unidad                   | Marcos Cobos                        |                                                |
| 2022      | Limbo                       | Martín                              |                                                |
| 2022      | Si lo hubiera sabido        | Rubén Mayer                         |                                                |
| 2024      | La mente del poder          | Luciano Giancara                    |                                                |
| 2025      | En el barro                 | Javier «El Cuervo» Fernández        |                                                |

## Teatro
| Año  | Título       | Dirección   |
| ---- | ------------ | ----------- |
| 2017 | Lo prohibido | Daniel Vila |

## Premios y nominaciones
| Año  | Organización   | Categoría  | Trabajo                  | Resultado |
| ---- | -------------- | ---------- | ------------------------ | --------- |
| 2008 | Premios Clarín | Revelación | Don Juan y su bella dama | Nominado  |